# Lithobius liber
Lithobius liber är en mångfotingart som beskrevs av Lignau 1903. Lithobius liber ingår i släktet Lithobius och familjen stenkrypare. Inga underarter finns listade i Catalogue of Life.